# Liste der Biografien/Duv
Liste der Biografien |
Portal Biografien |
Personensuche
# |
A |
B |
C |
D |
E |
F |
G |
H |
I |
J |
K |
L |
M |
N |
O |
P |
Q |
R |
S |
T |
U |
V |
W |
X |
Y |
Z |
?
 
Da |
Db |
Dc |
Dd |
De |
Dg |
Dh |
Di |
Dj |
Dk |
Dl |
Dm |
Dn |
Do |
Dq |
Dr |
Ds |
Du |
Dv |
Dw |
Dy |
Dz
 
Dua |
Dub |
Duc |
Dud |
Due |
Duf |
Dug |
Duh |
Dui |
Duj |
Duk |
Dul |
Dum |
Dun |
Duo |
Dup |
Duq |
Dur |
Dus |
Dut |
Duu |
Duv |
Duw |
Dux |
Duy |
Duz
Die Liste der Biografien führt alle Personen auf, die in der deutschsprachigen Wikipedia einen Artikel haben. Dieses ist eine Teilliste mit 162 Einträgen von Personen, deren Namen mit den Buchstaben „Duv“ beginnt.

## Duv

### Duva
- Duva, Lou (1922–2017), US-amerikanischer Boxtrainer und -manager
- Duval, Aimé (1918–1984), französischer Verfasser religiöser Chansons, Chansonnier
- Duval, Albert, französischer Segler
- Duval, Alexandre-Vincent Pineux (1767–1842), französischer Architekt, Schriftsteller und Theaterdirektor
- Duval, Alf (* 1941), australischer Ruderer
- Duval, Aurélien (* 1988), französischer Cyclocross- und Straßenradrennfahrer
- Duval, Blaise (1739–1803), französischer Divisionsgeneral der Kavallerie
- Duval, Bruno, französischer Fusion- und Jazzmusiker (Schlagzeug)
- Duval, Carl (1807–1853), deutscher Schriftsteller, Maler und Lithograf
- Duval, Carmen (1918–2012), argentinische Tangosängerin
- Duval, Charles Jeunet (1751–1828), französischer Botaniker
- Duval, Claude (1643–1670), französischstämmiger Straßenräuber
- Duval, Clément (1850–1935), französischer Anarchist, Krimineller und Buchautor
- Duval, Daniel (1944–2013), französischer Schauspieler, Drehbuchautor und Regisseur
- Duval, David (* 1971), US-amerikanischer Golfer
- Duval, Denise (1921–2016), französische Opernsängerin (Sopran)
- Duval, Dominic (1945–2016), US-amerikanischer Jazzbassist
- Duval, Elizabeth (* 2000), spanische Autorin und Aktivistin
- Duval, Elsie (1892–1919), britische Suffragette
- Duval, Eugénie (* 1993), französische Radrennfahrerin
- Duval, Félix-Antoine (* 1992), kanadischer Filmschauspieler
- Duval, François († 1728), französischer Komponist und Violinist des Barock
- Duval, François (* 1980), belgischer Rallyefahrer
- Duval, Frank (* 1940), deutscher Musiker
- Duval, Fred (* 1965), französischer Comicautor
- Duval, Gaël (* 1973), französischer Unternehmer, Mitgründer des französischen Linux-Firma MandrivaGaël Duval (* 1973)

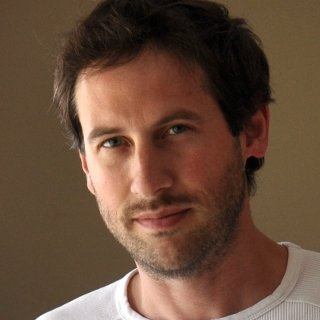
Gaël Duval (* 1973)

- Duval, Gaëtan (1930–1996), mauritischer Politiker
- Duval, Gaston (1896–1970), französischer Autorennfahrer
- Duval, Georges (1772–1853), französischer Dramatiker
- Duval, Henri-Auguste (1777–1814), französischer Arzt und Botaniker
- Duval, Hugo (1928–2003), argentinischer Tangosänger
- Duval, Isaac H. (1824–1902), US-amerikanischer Armeeoffizier und Politiker
- Duval, James (* 1972), US-amerikanischer Schauspieler und MusikerJames Duval (* 1972)

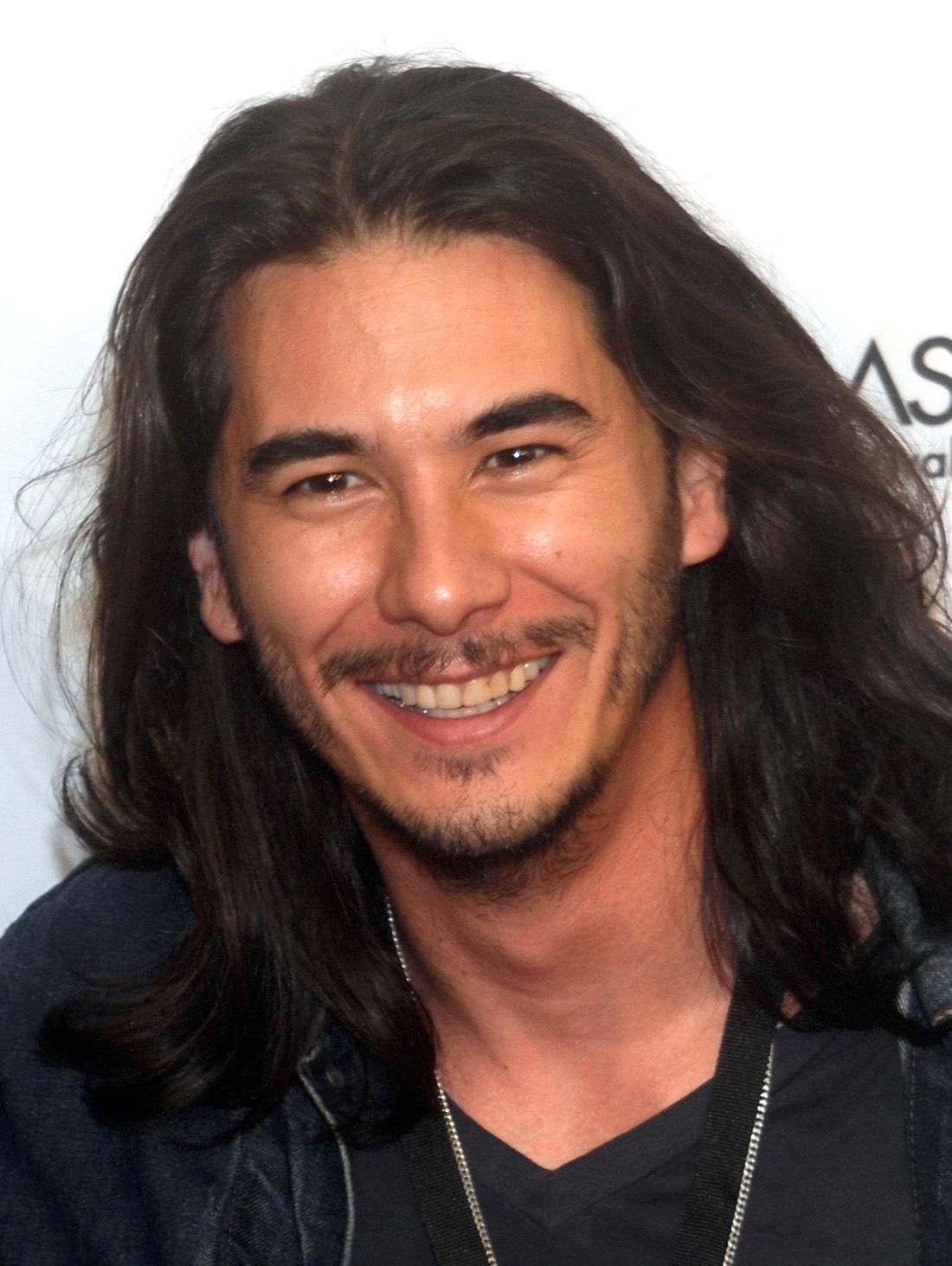
James Duval (* 1972)

- Duval, Jean-François (* 1947), Schweizer Journalist und Schriftsteller
- Duval, Jeanne († 1862), Theaterschauspielerin und Tänzerin, Muse des französischen Dichters Charles Baudelaire
- Duval, Joseph (1928–2009), französischer Bischof
- Duval, Julien (* 1990), französischer Radrennfahrer
- Duval, Léon-Étienne (1903–1996), französischer Kardinal der römisch-katholischen Kirche und Erzbischof von Algier
- Duval, Leonie (1883–1950), deutsche Bühnen- und Filmschauspielerin
- Duval, Loïc (* 1982), französischer Automobilrennfahrer
- Duval, Maïté (1944–2019), niederländische Bildhauerin
- Duval, María (* 1937), mexikanische Schauspielerin und Sängerin
- Duval, Maria (* 1942), deutsche Schlagersängerin
- Duval, Norma (* 1956), spanische Schauspielerin
- Duval, Paul-Marie (1912–1997), französischer Althistoriker, Archäologe und Keltologe
- Duval, Robert (1490–1567), französischer Alchemist und Humanist sowie Autor
- Duval, Rubens (1839–1911), französischer Orientalist und Hochschullehrer
- Duval, Una (1879–1975), englisch-britische Suffragette
- Duval, Valentin Jamerai (1695–1775), französischer Numismatiker
- Duval, Victoria (* 1995), US-amerikanische Tennisspielerin
- Duval, William Pope (1784–1854), US-amerikanischer Politiker und Gouverneur des Florida-Territoriums (1822–1834)
- Duval, Xavier-Luc (* 1958), mauritischer Politiker
- Duval-Jouve, Joseph (1810–1883), französischer Botaniker
- Duvaleix, Christian (1923–1979), französischer Schauspieler, Drehbuchautor und Regisseur
- Duvalier, François († 1971), haitianischer Politiker und Diktator
- Duvalier, Jean-Claude (1951–2014), haitianischer Politiker und Diktator
- Duvalier, Simone (1913–1997), haitianische Krankenpflegerin und First Lady (1957–1980), Ehefrau von François Duvalier
- DuVall, Clea (* 1977), US-amerikanische Schauspielerin, Filmregisseurin und Drehbuchautorin
- Duvall, Gabriel (1752–1844), US-amerikanischer Jurist und Richter am Obersten Gerichtshof der Vereinigten Staaten
- Duvall, Jacques (* 1952), belgischer Sänger und Liedtexter
- DuVall, Justin (1951–2021), US-amerikanischer Geistlicher, Erzabt von St. Meinrad
- Duvall, Raymond, US-amerikanischer Politikwissenschaftler
- Duvall, Robert (* 1931), US-amerikanischer Schauspieler und RegisseurRobert Duvall (* 1931)

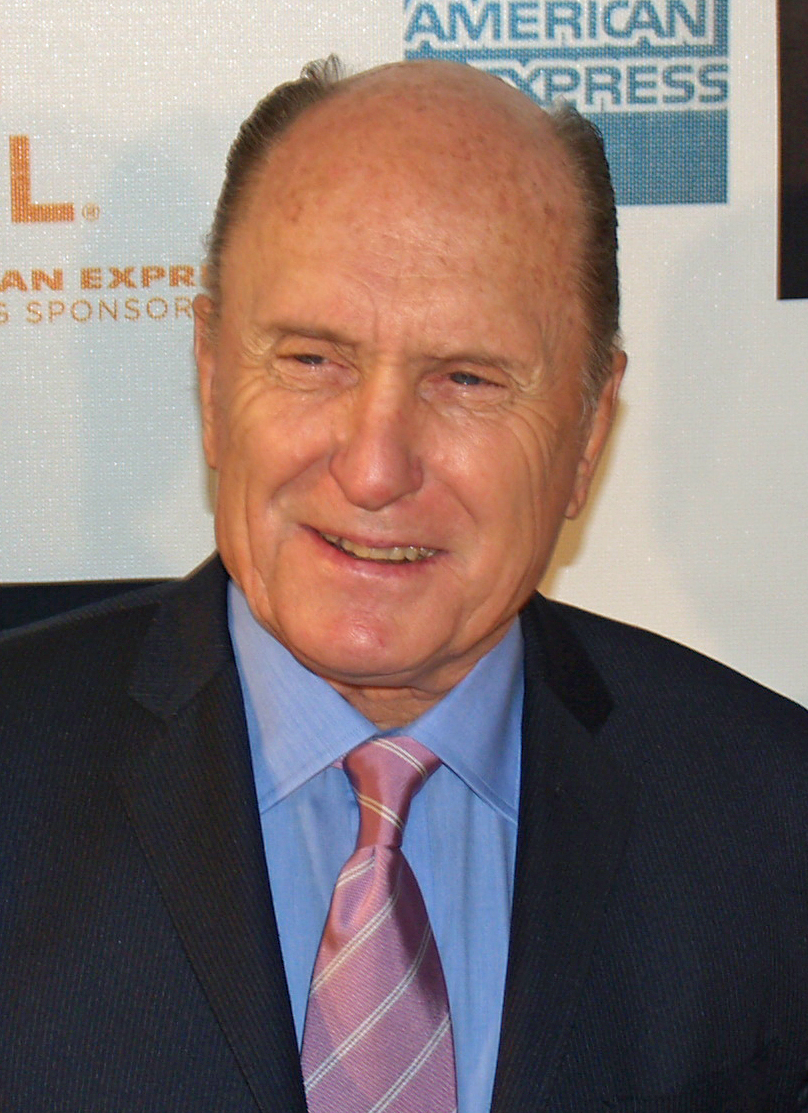
Robert Duvall (* 1931)

- Duvall, Samuel (1836–1908), US-amerikanischer Bogenschütze
- Duvall, Shelley (1949–2024), US-amerikanische SchauspielerinShelley Duvall (1949–2024)

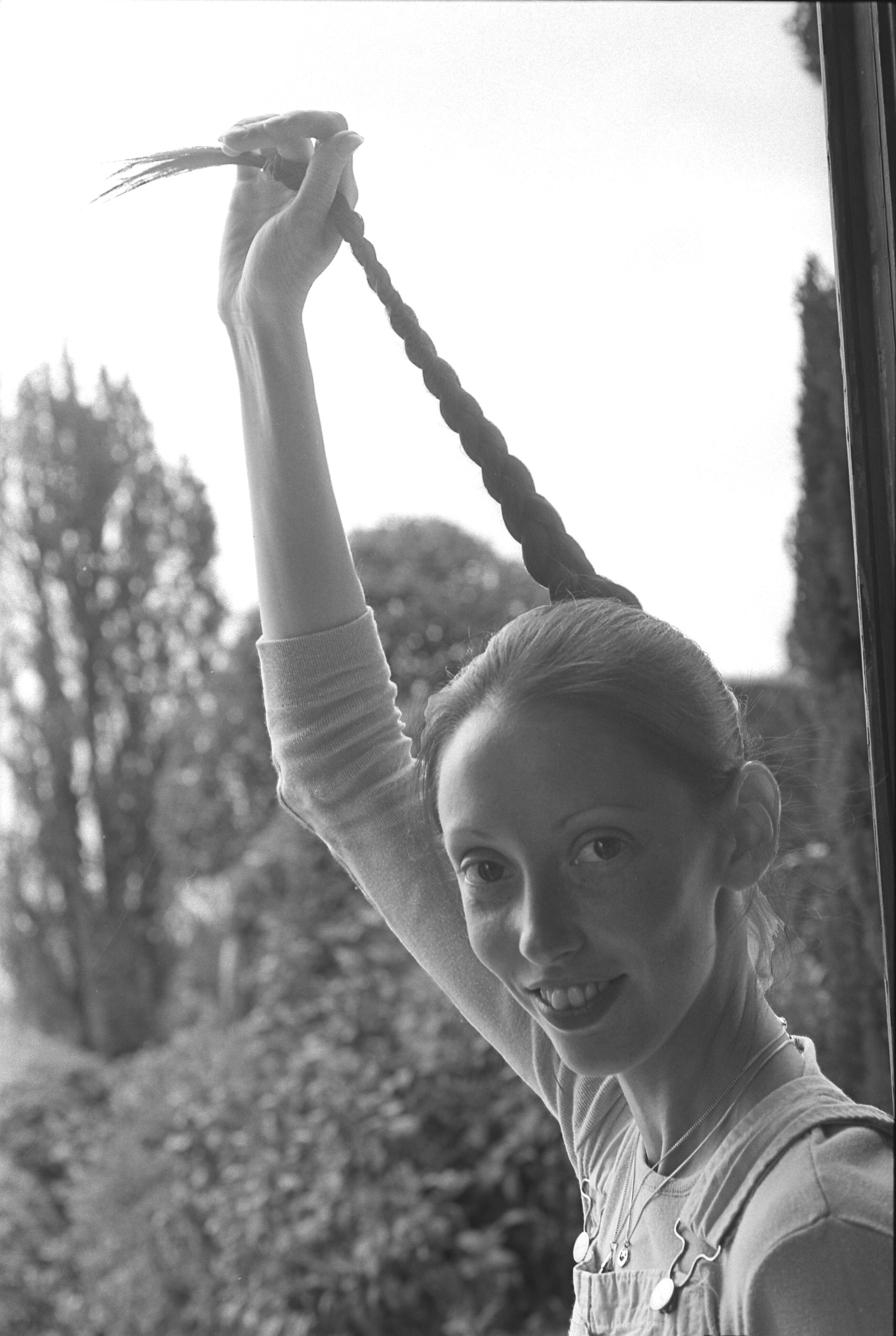
Shelley Duvall (1949–2024)

- Duvall, Vince, US-amerikanischer Schauspieler, Drehbuchautor und Kurzfilmproduzent
- Duvall, Wayne (* 1958), US-amerikanischer Schauspieler
- Duvall, William (1903–1984), US-amerikanischer Offizier
- DuVall, William (* 1967), US-amerikanischer Rockmusiker
- Duvalle, Lacey (* 1982), US-amerikanische Pornodarstellerin
- DuValle, Reginald (1893–1953), US-amerikanischer Jazzmusiker
- Duvalón, Ramón (* 1954), kubanischer Boxer
- Duvanel, Adelheid (1936–1996), Schweizer Schriftstellerin
- Duvanel, Charles-Georges (1906–1975), Schweizer Kameramann, Filmregisseur und Filmproduzent
- Duvanel, Henri (1896–1953), französischer Wasserballspieler
- Duvanel, Joseph Edward (1941–1986), Schweizer bildender Künstler und Pianist
- Duvant, Victor (1889–1963), französischer Turner
- Duvar, Hakan (* 1990), türkischer Hindernisläufer
- Duvaucel, Alfred (1793–1824), französischer Naturforscher
- Duvauchelle, Nicolas (* 1980), französischer Schauspieler und Fotomodell
- Duvaut, Georges (* 1934), französischer Mathematiker
- Duvaux, Jules (1827–1902), französischer Politiker

### Duve
- Duve, Adolf von (1790–1857), deutscher Jurist und Historiker
- Duve, Carl (1889–1984), deutscher Naturschützer
- Duve, Freimut (1936–2020), deutscher Publizist und Politiker (SPD), MdB
- Duve, Jens (* 1962), deutscher Fußballspieler
- Duve, Johann (1611–1679), deutscher Kaufmann und Bankier
- Duve, Karen (* 1961), deutsche SchriftstellerinKaren Duve (* 1961)

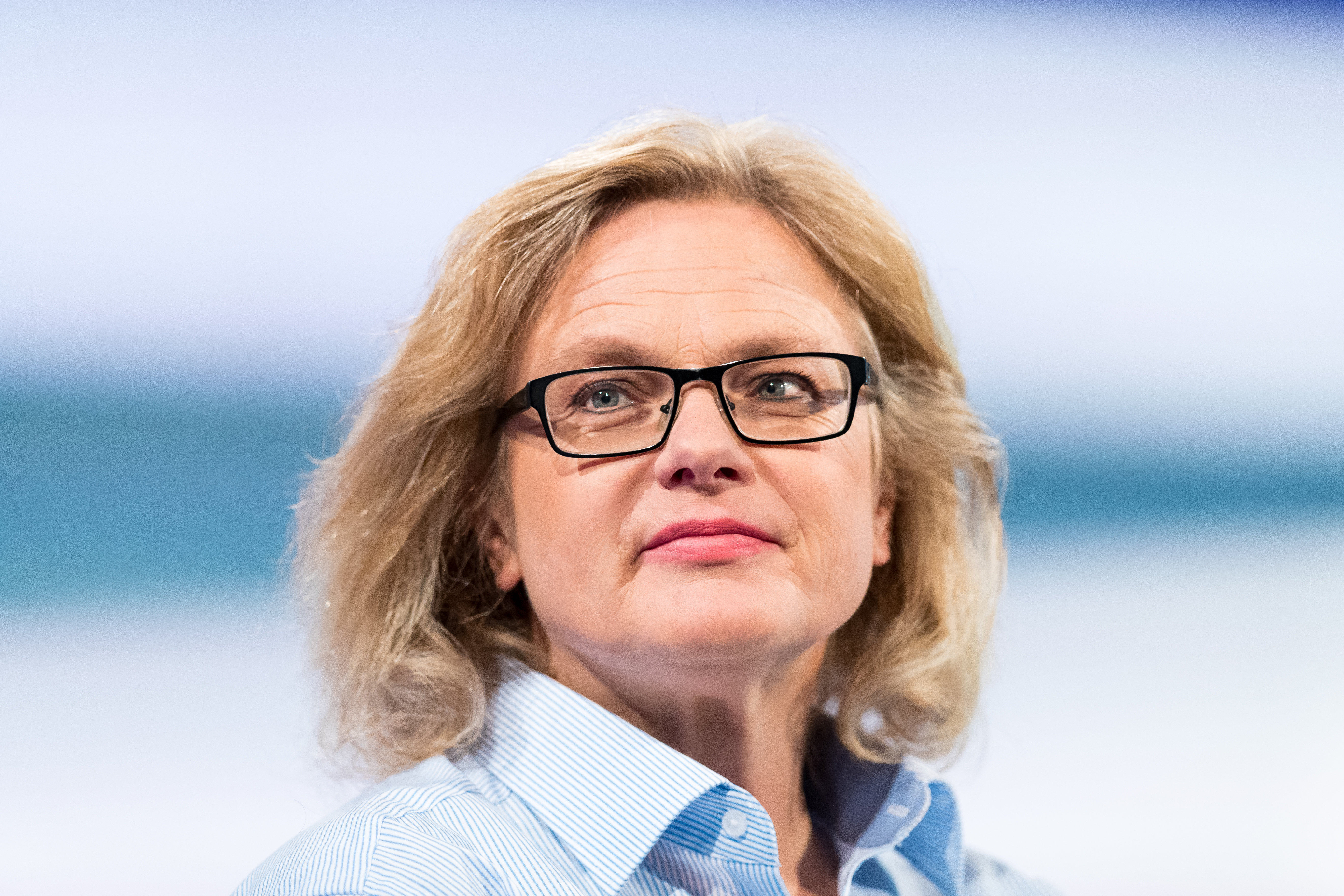
Karen Duve (* 1961)

- Duve, Thomas (* 1967), deutscher Rechtshistoriker
- Duveen, Denis (1910–1992), britischer Chemiker, Unternehmer, Orchideenzüchter und Chemiehistoriker
- Duveen, Henry J. (1854–1919), britisch-amerikanischer Antiquitäten- und Kunsthändler sowie Philatelist
- Duveen, Joseph Joel (1843–1908), britischer Antiquitäten- und Kunsthändler
- Duveen, Joseph, 1. Baron Duveen (1869–1939), britischer Kunsthändler
- Düvel, Anita (1903–1976), deutsche Schauspielerin
- Düvel, Carl (1914–1998), deutscher Bankmanager
- Duvel, Joseph William Tell (1873–1946), US-amerikanischer Kulturtechnologe
- Düvel, Mieke (* 1997), deutsche Handballspielerin
- Düvencioğlu, Özlem (* 1980), deutschtürkische Schauspielerin und Filmproduzentin
- Duveneck, Frank (1848–1919), US-amerikanischer Maler, Radierer und Bildhauer des Impressionismus
- Duvergel, Alfredo (* 1968), kubanischer Boxer
- Duvergel, Candelario (1963–2016), kubanischer Boxer
- Duverger, Charles (1895–1966), französischer Autorennfahrer
- Duverger, Maurice (1917–2014), französischer Jurist, Politikwissenschaftler, Autor und Politiker, MdEP
- Duverger, René (1911–1983), französischer Gewichtheber
- Duvergier de Hauranne, Jean (1581–1643), französischer römisch-katholischer Theologe, Hauptvertreter des Jansenismus
- Duvergier de Hauranne, Prosper (1798–1881), französischer Journalist und Politiker, Mitglied der Nationalversammlung
- Duvergier, Jean-Baptiste (1792–1877), französischer Jurist und Politiker
- DuVernay, Ava (* 1972), US-amerikanische FilmregisseurinAva DuVernay (* 1972)

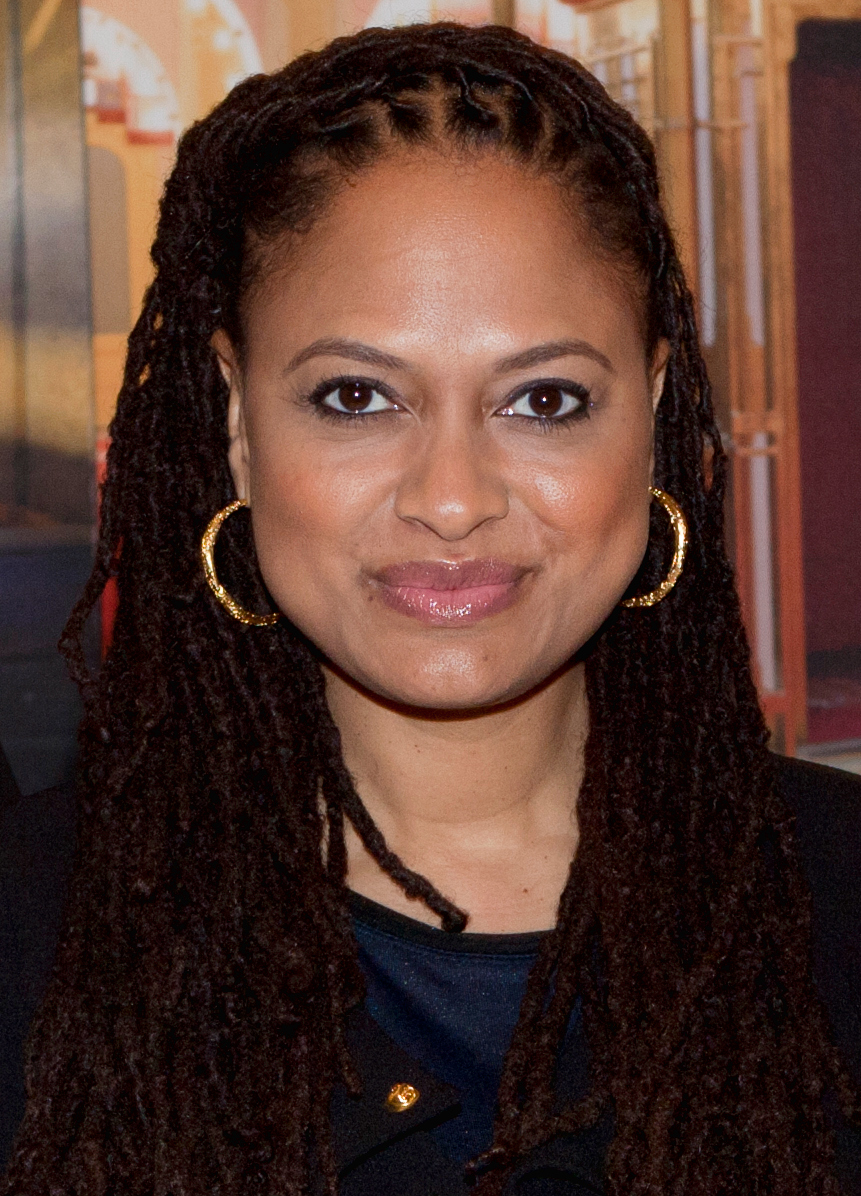
Ava DuVernay (* 1972)

- Duvernay, Devin (* 1997), US-amerikanischer Footballspieler
- Duvernay-Tardif, Laurent (* 1991), kanadischer American-Football-Spieler
- Duverne, Gustave (1891–1967), französischer Automobilpionier
- Duverne, Jean-Kévin (* 1997), französisch-haitianischer Fußballspieler
- Duvernell, Helmut (1907–1995), deutscher Rechtswissenschaftler
- Duvernet, Georges (1870–1955), französischer Bildhauer
- Duvernois, Henri (1875–1937), französischer Schriftsteller
- Duvernoy, Charles (1766–1845), französischer Klarinettist, Musikpädagoge und Komponist
- Duvernoy, Charles Léopold Eberhard (1774–1850), französischer Historiker und Archivar
- Duvernoy, Charles-François (1796–1872), französischer Opernsänger (Bassbariton) und Musikpädagoge
- Duvernoy, Edmond (1844–1927), französischer Opernsänger (Bariton) und Gesangspädagoge
- Duvernoy, Frédéric (1765–1838), französischer Hornist, Komponist und Musikpädagoge
- Duvernoy, Georges Louis (1777–1855), französischer Zoologe und Mediziner
- Duvernoy, Gustav von (1802–1890), deutscher Politiker
- Duvernoy, Henri (1820–1906), französischer Musikpädagoge, Organist und Komponist
- Duvernoy, Jean (1917–2010), französischer Historiker und Jurist
- Duvernoy, Jean-Baptiste (1801–1880), französischer Pianist und Komponist der Romantik
- Duvernoy, Johann Georg (1691–1759), deutscher Anatom
- Duvernoy, Victor Alphonse (1842–1907), französischer Pianist und Komponist
- Duvert, Félix-Auguste (1795–1876), französischer Bühnenautor und Vaudevillist
- Duvert, Tony (1945–2008), französischer Schriftsteller
- Düvert, Walther (1893–1972), deutscher Generalleutnant im Zweiten Weltkrieg
- Duvet, Jean (* 1485), Goldschmied und Kupferstecher
- Duveyrier, Henri (1840–1892), französischer Afrikareisender
- Duveyrier, Honoré-Nicolas-Marie (1753–1839), französischer Jurist, Politiker und Autor

### Duvh
- Duvholt Havnås, Kristine (* 1974), norwegische Handballspielerin

### Duvi
- Duvier, Angélique (* 1958), deutsche Schauspielerin, Autorin und Regisseurin
- Duvieusart, Jean (1900–1977), belgischer Politiker, MdEP und Premierminister
- Duvigneau, Bernd (* 1955), deutscher Kanute
- Duvigneau, Clarissa (* 1961), deutsche Diplomatin
- Duvigneau, Johann (1885–1945), deutscher Verwaltungsjurist und zuletzt Landrat des Kreises Pinneberg
- Duvigneau, Otto (1828–1899), deutscher Politiker, MdR
- Duvillard, Adrien (1934–2017), französischer Skirennläufer
- Duvillard, Adrien (* 1969), französischer Skirennläufer
- Duvillard, Henri (1910–2001), französischer Politiker (UNR), Mitglied der Nationalversammlung
- Duvillard, Henri (* 1947), französischer Skirennläufer
- Duvillard, Robin (* 1983), französischer Skilangläufer
- Duvillard-Chavannes, Marguerite (1851–1925), Schweizer Frauenrechtlerin
- Duvin, Estelle (* 1997), französische Eishockeyspielerin
- Duvivier, Auguste (1772–1846), belgischer Politiker
- Duvivier, Edgar (1916–2001), brasilianischer Bildhauer
- Duvivier, Edgar (* 1955), brasilianischer Bildhauer, Maler und Illustrator sowie Saxophonist, Klarinettist und Komponist
- Duvivier, George (1920–1985), US-amerikanischer Jazzmusiker
- Duvivier, Julien (1896–1967), französischer Autor und Regisseur
- Duvivier, Martine (* 1953), französische Mittelstreckenläuferin und Sprinterin

### Duvn
- Duvnjak, Ante (* 1956), jugoslawischer Fußballspieler
- Duvnjak, Danilo (* 1992), österreichischer Fußballspieler
- Duvnjak, Domagoj (* 1988), kroatischer HandballspielerDomagoj Duvnjak (* 1988)

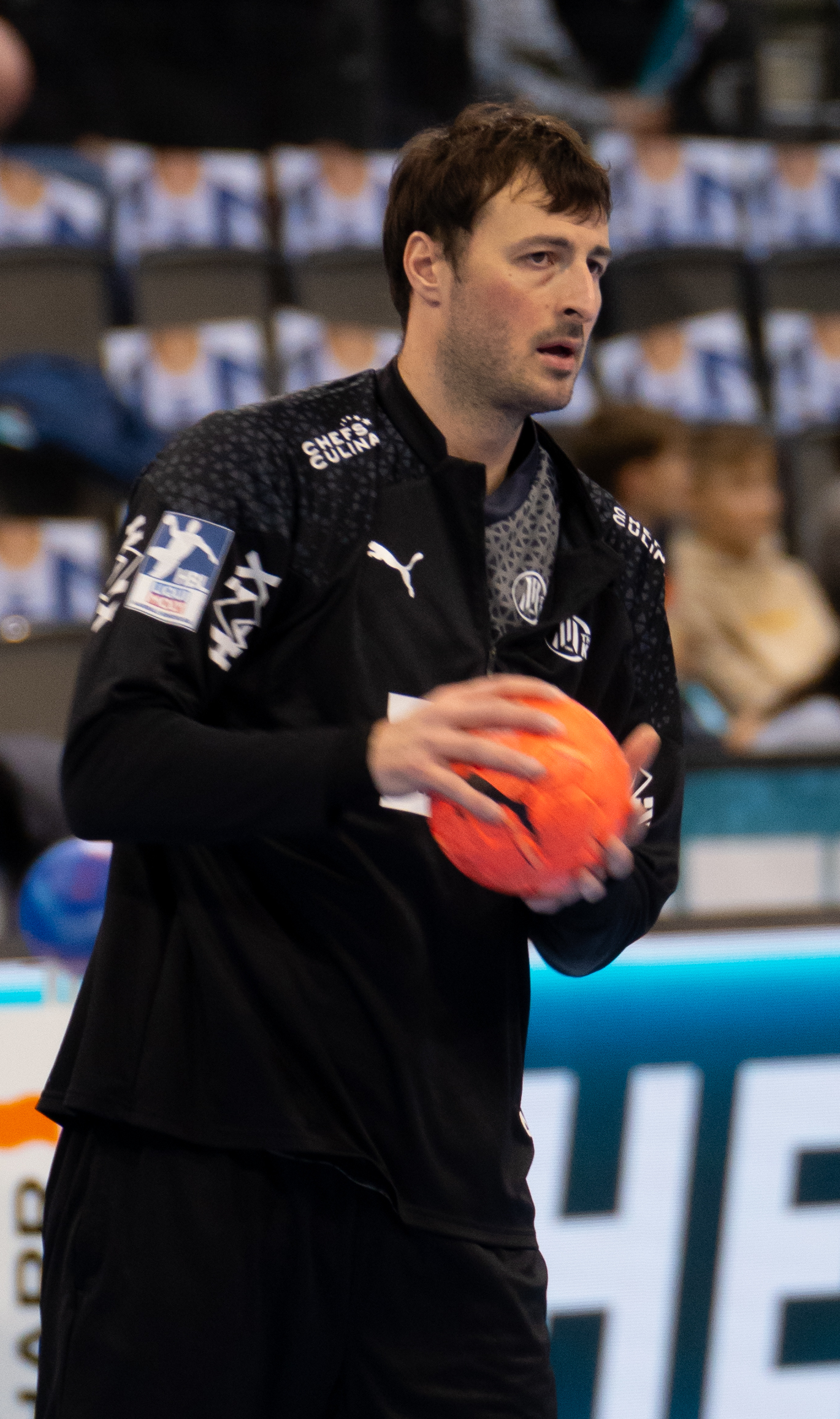
Domagoj Duvnjak (* 1988)

- Duvnjak, Luka (* 1999), kroatischer Fußballspieler
- Duvnjak, Tomislav (* 2003), kroatischer Fußballspieler

### Duvo
- Duvocelle, Julien (1873–1961), französischer Portraitmaler
- Duvoisin, Loanne (* 1998), Schweizer Triathletin
- Duvoisin, Pierre (* 1938), Schweizer Politiker (SP)
- Duvoisin, Roger (1900–1980), schweizerisch-amerikanischer Bilderbuchautor